# Piotr Kowalski
Pour les articles homonymes, voir Kowalski.
Piotr Kowalski, né le 2 mars 1927 à Lwów (alors en Pologne) et mort le 7 janvier 2004 à Paris 4e à l'âge de 76 ans, est un sculpteur, mathématicien et architecte.

## Biographie
À dix-huit ans il quitte son pays et voyage en Europe et en Amérique du Sud.
Étudiant en biophysique et en mathématiques dans les années 1950 au MIT, il rompt avec la carrière scientifique pour des raisons éthiques. Le mouvement de contestation universitaire, l'Union of Concerned Scientists, lui fait prendre conscience des risques et dérives d'une recherche scientifique subordonnée aux impératifs de l'armement nucléaire. Il étudie l'architecture dans cette même université. Pendant dix ans, il explore au sein du Centre de Recherche pour les Arts de nouvelles formes plastiques sur la base d'une lecture critique des phénomènes scientifiques. D'après lui, la prééminence de la culture scientifique sur les autres savoirs représente un des phénomènes cruciaux de nos sociétés contemporaines. Il crée des œuvres afin de susciter des questions, il s’interroge sur la prépondérance de la science et des chiffres dans la société contemporaine ; il deviendra architecte, soit à son compte soit aux côtés de personnalités telles que Ieoh Ming Pei, Marcel Breuer ou Jean Prouvé.
En 1957, il s'installe en France à Montrouge, cesse ses activités d'architecte et devient artiste plasticien mais ne délaisse pas les sciences qui seront d'ailleurs au centre de son œuvre : il manipulera notamment la lumière et l'énergie magnétique, et bien plus tard les hologrammes ou le réseau Internet.
Sa première grande exposition aura lieu à Berne en 1963, elle sera suivie par d'autres en France (Centre Pompidou 1981), aux États-Unis, en Allemagne, aux Pays-Bas, au Japon, etc. Une exposition a eu lieu à la galerie Marion Meyer à Paris du 31 mai au 28 juillet 2007.
Dès 1966, il conçoit pour des éditeurs des livres-objets, dont deux avec le poète Ghérasim Luca.
Il représente, en 1968, la France  à la XXXIVe Biennale d'Art de Venise.
Kowalski se consacrera à des œuvres situées dans l'espace public. Résident à Montrouge, il s'est naturellement associé à l'Atelier de Montrouge avec qui il a collaboré à la création du quartier de l'Arche-Guédon à Torcy. Il s'est attaché à la conception de l'éclairage de la zone avec des néons, dont il n'en reste aujourd'hui, plus que quelques traces.
Il a réalisé la Place des Degrés en 1988 sur le site de La Défense. On peut y voir un escalier monumental, un mât, du mobilier urbain ainsi qu’un dallage géométrique qui, vu d'une certaine hauteur, se révèle être un portrait du mathématicien Blaise Pascal.
Enfin, il a été professeur aux Beaux-Arts de Paris (à partir de 1987) et au MIT de Cambridge (1978 à 1985), distinction rare, voire unique, pour un artiste basé à Paris.
Piotr Kowalski est l'un des pionniers de l'art technologique, ses différentes casquettes (arts, sciences, ingénierie) lui permettront de mettre en relation des pratiques que certains croient culturellement incompatibles : c'est ainsi qu'il a entraîné dans des aventures artistiques des entreprises comme IBM. Le philosophe Jean-Marc Lévy-Leblond dans sa revue Alliages : arts et sciences lui a souvent rendu hommage.
Kowalski aime le travail d’équipe entre artistes et ingénieurs et il désire exploiter le rapport entre art et science. Il croit que la science appelle une nouvelle ère pour l’art (art cinétique, mec art...) Il voit entre art et technologie le même rapport qu’entre science et technique.
En 1985 il est président de l’association Ars Technica liée à la Cité des Sciences et de l'Industrie regroupant des philosophes, des artistes, des scientifiques tels que  Jean-Marc Levy-Leblond, Claude Faure, Jean-Louis Boissier, Piero Gilardi, Sara Holt, Jean-Max Albert, Jean-Claude Mocik, autour des relations entre l’art et les nouvelles technologies.
Pour Kowalski la technologie moderne n'est pas une finalité mais un moyen de faire de l'art. Il se pose des problèmes plastiques et surtout pédagogiques. D’une précision mathématique, il fait entrer le spectateur dans ses œuvres. C’est pour cela qu’il choisit des structures simples et universelles.
Dans son exposition à la Kunsthalle à Berne, en 1968, il met en place des environnements il joue avec le spectateur en ne lui montrant pas toutes les « solutions », pour pousser le spectateur à l'analyse ce qu'il voit. « Cet effort demandé au spectateur est la clé de sa participation, le résultat didactique est le véritable apprentissage du « faire ». Il s’agit donc d’un travail technique égale à l’action artistique. Ceci ne s’obtient que si le spectateur se sert effectivement de la proposition artistique comme outil. »
Par la suite, il travaille aussi avec des gaz rares, tels que le néon, l'argon ou les vapeurs de mercure. Il remplit des objets géométriques comme dans Sisyphe géomètre.
Il expérimentera aussi le force centrifuge et gravitationnele : il fait pousser de l’herbe en la faisant tourner et celle-ci pousse de façon conique.
C'est aussi (avec Cube no 8, 1967) un des premiers artistes à avoir exposé une sculpture interactive : dans une structure cubique, une image de synthèse réagit aux mouvements des spectateurs grâce à des capteurs placés sur le mur.
D'avril à mai 2013, la Galerie Downtown François Laffanour (Paris 6) lui rend hommage en exposant tout un ensemble de maquettes d'architecture et d'œuvres avec des néons. Cette exposition montre le lien qui a existé, tout au long de sa vie, entre l'art et l'architecture.

## Filmographie
- Deux temps, trois mouvements, Gisèle et Luc Meichler, Centre Georges Pompidou et EXLGM©, Paris, 1982
- In Situ Kowalski, Gisèle et Luc Meichler, Paris, EXLGM©, Paris, 1993
- Le Cube de la Population, Gisèle et Luc Meichler, Paris, EXLGM©, Paris, 1995
- Piotr Kowalski entretien avec Claude Guibert, Encyclopédie audiovisuelle de l'art contemporain, Paris, 1996 [6]
- Piotr Kowalski, entretiens à propos des projets, Gisèle et Luc Meichler, EXLGM©, Paris, 2000